# Campylocheta suwai
Campylocheta suwai är en tvåvingeart som beskrevs av Hiroshi Shima 1985. Campylocheta suwai ingår i släktet Campylocheta och familjen parasitflugor. Inga underarter finns listade i Catalogue of Life.